# XM-3
O XM-3, também conhecido como XM Rhythm, é um satélite de comunicação geoestacionário estadunidense que foi construído pela Boeing, ele está localizado na posição orbital de 85 graus de longitude oeste e foi operado pela XM Satellite Radio até a sua fusão com a Sirius XM Holdings que passou a operar o mesmo. O satélite foi baseado na plataforma BSS-702 e foi equipado com dois transponders em banda S, o mesmo possui uma expectativa de vida útil estimada de 15 anos.

## Lançamento
O satélite foi lançado com sucesso ao espaço no dia 01 de março de 2005 às 03:51 UTC, por meio de um veiculo Zenit-3SL lançado a partir da plataforma de lançamento marítima da Sea Launch, a Odyssey. Ele tinha uma massa de lançamento de 4 703 kg.